# Kaššaia
Kaššaia war die älteste Tochter des babylonischen Königs Nabû-kudurrī-uṣur II., Nebukadnezar II. Sie ist durch Erwähnungen in keilschriftlichen Wirtschaftstexten als historische Person belegt. Sie heiratete Nergal-šarra-uṣur, der später zum babylonischen König wurde.